# NGC 3517
NGC 3517 ist eine Spiralgalaxie vom Hubble-Typ Sb und liegt im Sternbild Großer Bär nördlich des Himmelsäquators. Sie ist schätzungsweise 370 Millionen Lichtjahre von der Milchstraße entfernt.
Das Objekt wurde am 7. April 1793 von Wilhelm Herschel entdeckt.